# 松沢秀章
松沢 秀章（まつざわ ひであき、1953年 - 2006年12月21日）は日本の牧師（補教師）、親友のアーサー・ホーランド宣教師と共に元暴力団組員による伝道団体ミッション・バラバやバイク愛好者のグループであるザ・ロード・エンジェルスを創設した。
所属教団の基督兄弟団のみならず、超教派の様々な聖会で講師を務めた説教家でもあり。詩人としても活動した。

## 生涯

### 幼少期
埼玉県に生まれる。少年時代はシンナーで遊ぶ不良だった。学生時代は剣道部に所属していたが、キャプテンを殴って退部する。

### 回心
1972年(昭和47年)頃の、19歳の時シンナー中毒で震えている時に、父親がたまたま野外伝道で、基督兄弟団成増教会の案内のチラシを受け取り、それを持っていたことで父親にキリスト教会に行くように勧められ、教会に行く事になった。そこで、成増教会に行き小林廉直牧師の牧師夫人に出会い、救いの確信を得てその場で牧師になりたいと思ったと言われている。

### 献身
基督兄弟団の神学校である羽鳥聖書学院に入学する。
卒業の3カ月前に結婚問題で神学校を退学する。退学後は、1年間百科事典を売るセールスマンをする。

### 牧師時代
小林牧師が、帰ってくるように招き、小林の配慮で成増教会の副牧師、基督兄弟団の補教師となる。
小林牧師の司式で結婚する。しかし、結婚3カ月後に妻が重症の脳腫瘍になり、死ぬのを待つばかりになる。しかし、必死で祈り奇跡的に癒される。
松沢夫妻のアメリカ旅行中に出会ったことがある、アーサー・ホーランドが宣教師として来日後、名古屋から東京に移動した直後の1984年(昭和59年)頃に松沢のもとを訪ねてくる、それ以降、ホーランドは松沢の終生の親友になり、公私ともに様々な活動を共にすることになる。

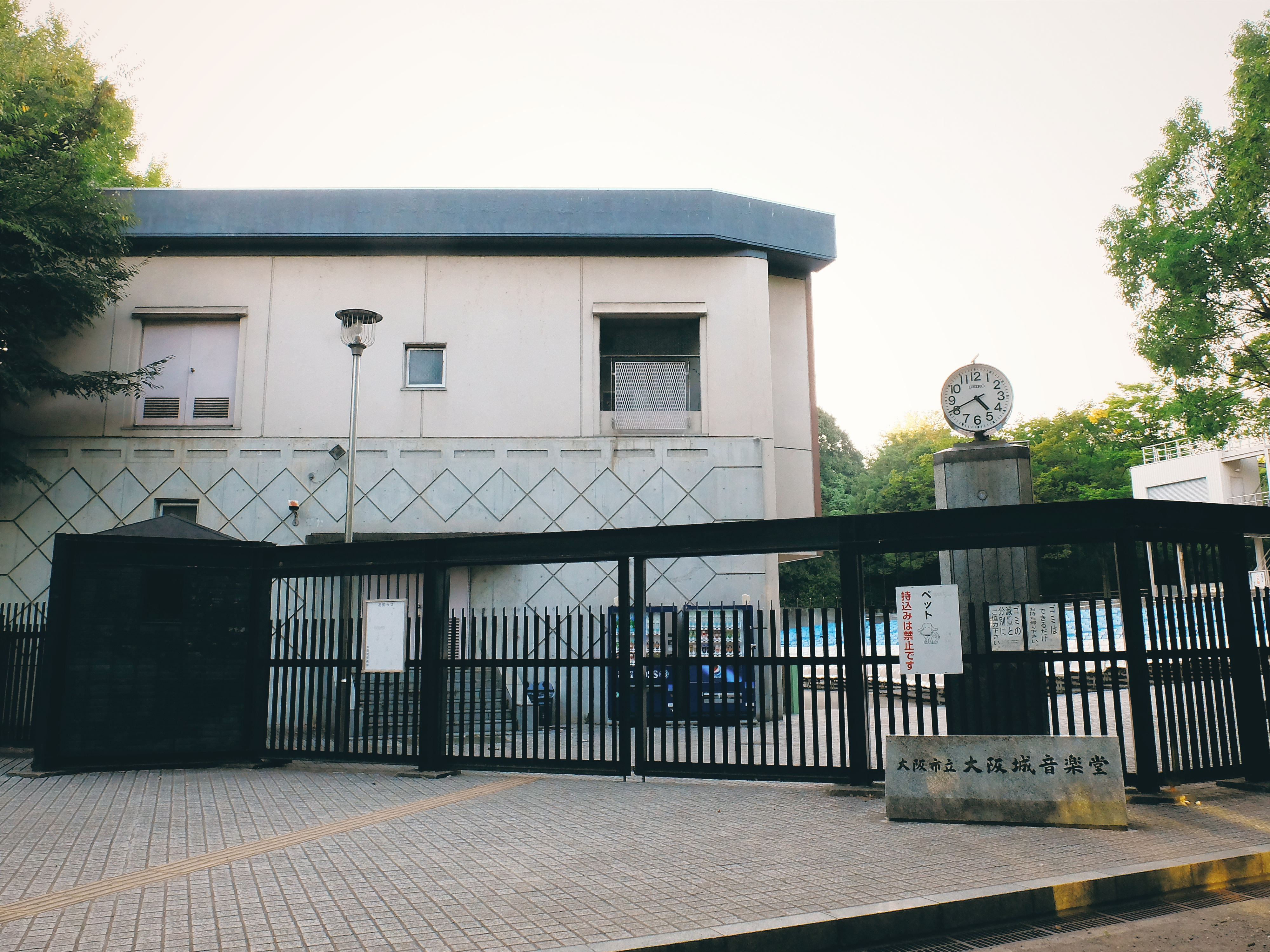
松沢が講師になった、ジェリコ・ジャパンの1987年の会場になった大阪城音楽堂

1987年(昭和63年)から1994年(平成6年)のリバイバルのための集会であるジェリコ・ジャパンでは説教者、講師として活躍し、1989年(平成2年)には、引退した小林の後を継いで、成増教会の主任牧師になる。
1990年(平成2年)の湾岸戦争時は、ホーランドと一緒に、ヨルダンアンマンの難民キャンプに救援物資を運ぶ。

### ミッション・バラバ
1993年(平成5年)にはホーランドの呼びかけで、元ヤクザの聖書研究会を成増教会で行う。その集会の名前を決めることになり松沢の発案で「バラバ」という名称になる。これが後に伝道団体ミッション・バラバに発展する。

### バイク・ミッション
1997年(平成9年)3月14日、ホーランドら11人のメンバーと共に、「ホワイトハウス」バイクショップで、クリスチャンバイクチーム『ザ・ロード・エンジェルズ(The Lord's Angels)』を設立し、発足式を行う。同年8月には長野県の野辺山、1998年(平成10年)には沖縄から北海道まで、ホーランドと共に、バイク・ミッションを行い日本全国を駆け抜ける。
1999年(平成11年)には米国のロサンゼルスからニューヨーク、シカゴを移動しアメリカ大陸横断を行う。

### 映画出演
2001年(平成13年)には利重剛監督の映画クロエに花屋の店主役で出演した。
2001年5月、第51回ベルリン国際映画祭のコンペティション部門に招待され、ホーランドと共にドイツのベルリンを訪れる。
2004年頃、持病のC型肝炎の悪化のために、牧師を1年間休職するが、翌年2005年には医師より余命宣告を受けた。
また、詩人としても活躍し、2005年から詩集を発表し、死後にまた一出版され、合計2冊の詩集が出版されている。

### 事故死
2006年12月21日に埼玉県新座市の格安ホテルであるホテルアメリカンの4階の窓から当時52歳の知人女性と共に転落する。救急搬送されるが、1時間後2人とも死亡が確認された。
埼玉県新座署はさいたま地検に松沢の殺人と覚せい剤取締法違反の疑いで書類送検する。しかし被疑者死亡のため不起訴となる。

### 事故後
12月27日、基督兄弟団理事会の事件に関する声明の謝罪文が教団の公式ホームページに掲載された。
その後、松沢に代わり、教団理事である小平牧生が成増教会の主任牧師に任命された。4月には澤村信蔵が副牧師に任命された（その後、主任牧師になる）。
2007年3月の基督兄弟団の教団総会にて、事件の再発防止のための「教団刷新委員会」を立ち上げられる。成増教会総会で3月にはホーランドなどの協力牧師、および役員が辞任した。
4月20日に基督兄弟団の公式ホームページにて再び声明文が出され、その後の事故の経緯と教団と教会の対応について述べられた。
事件後の警察の検死の結果覚せい剤が検出されたが、松沢の死因は過去の薬物使用によるフラッシュバックにより過って転落した事故死の可能性があると言われている。

## 著書
- 『月下の子』ミッドナイト･プレス、2005年 ISBN 4-434-06766-4
- 『詩集 落伍者の祈り』小学館スクウェア、2008年 ISBN 978-4-7979-8424-8
- 『壁を崩せ』ジェリコ出版
- 『日本のリバイバルを求めて―奥山実対談集』マルコーシュ・パブリケーション社、1995年 ISBN 4-87207-150-6